# Jaime Arbós
Jaime Arbós Serra oder katalanisch Jaume Arbós i Serra (* 29. Februar 1952 in Terrassa) ist ein ehemaliger spanischer Hockeyspieler. Er gewann 1980 mit der spanischen Nationalmannschaft die olympische Silbermedaille und war 1974 Europameister.

## Karriere
1972 bei den Olympischen Spielen in München belegten die Spanier den vierten Platz in ihrer Vorrundengruppe. In den Platzierungsspielen erreichten sie den siebten Platz. 1974 fand in Madrid die zweite Europameisterschaft der Herren statt. Die spanische Mannschaft belegte in der Vorrunde den ersten Platz vor den punktgleichen Walisern. Mit einem 2:1 gegen die Franzosen im Viertelfinale und einem Halbfinalsieg mit 1:0 über die Niederländer erreichten die Spanier das Finale. Dort gewannen sie mit 1:0 gegen die deutsche Mannschaft. 1976 bei den Olympischen Spielen in Montreal belegten die Spanier in der Vorrunde den dritten Platz. Im Spiel um den fünften Platz unterlagen die Spanier der deutschen Mannschaft mit 1:9.
1979 gewann Jaime Arbós mit der spanischen Mannschaft die Silbermedaille bei den Mittelmeerspielen in Split hinter dem Team Jugoslawiens. Am Herrenwettbewerb bei den Olympischen Spielen 1980 nahmen wegen des Olympiaboykotts nur sechs Mannschaften teil, die in der Vorrunde gegen jede andere Mannschaft antraten. Die Spanier belegten in der Vorrunde mit vier Siegen und einem Unentschieden den ersten Platz und traten im Kampf um die Goldmedaille gegen die in der Vorrunde zweitplatzierte indische Mannschaft an. Das Finale gewannen die Inder mit 4:3. Vier Jahre später erreichten die Spanier bei den Olympischen Spielen 1984 den vierten Platz in ihrer Vorrundengruppe. Nachdem sie im Siebenmeterschießen gegen die Niederländer unterlagen, belegten die Spanier letztlich den achten Platz.
Jaime Arbós spielte in der spanischen Liga für Atlètic Terrassa, die Mannschaft, die ab 1983 mehrfach die spanische Meisterschaft gewann.